# Russula emetica
Russula emetica là một loài nấm, là loài đặc trưng của chi Russula. Nó có mũ nấm phẳng hoặc lồi màu đỏ với đường kính lên tới 8,5 cm (3,3 in) với lớp biểu bì mũ nấm có thể được bóc ra gần đến trung tâm. Lá tia có màu trắng kem nhạt, và rất gần nhau. Một cuống trắng mịn dày 2,4 cm. Được mô tả lần đầu vào năm 1774, loài nấm này có phạm vi phân bố rộng ở Bắc bán cầu, nơi nó mọc trên mặt đất trong rừng ẩm ướt trong một quần thể nấm rễ cộng sinh với các loài tùng, đặc biệt là loài thông.

## Phân loại
Russula emetica được mô tả chính thức lần đầu tiên dưới tên Agaricus emeticus bởi Jacob Christian Schaeffer năm 1774, trong tập sách về các loài nấm vùng Bavaria và Palatinate, Fungorum qui in Bavaria et Palatinatu circa Ratisbonam nascuntur icones. Christian Hendrik Persoon đặt nó trong chi Russula năm 1796, nơi nó được giữ lại đến nay. Theo MycoBank, Agaricus russula là tên đồng nghĩa của R. emetica được công bố bởi Giovanni Antonio Scopoli năm 1772, hai năm trước khi Schaeffer mô tả loài này. Các tên đồng nghĩa khác là Amanita rubra của Jean-Baptiste Lamarck (1783), và Agaricus ruber của Augustin Pyramus de Candolle (1805). Tên loài (emetica) xuất phát từ tiếng Hy Lạp cổ đại emetikos/εμετικος có nghĩa là 'gây nôn'.